# Калинины
Кали́нины — несколько русских дворянских родов, духовных и купеческих династий и фамилия многих русских крестьян, казаков и мещан.
Калинин — русская фамилия, носители которой исторически принадлежали к различным слоям общества и сословиям, в большей мере — к крестьянству, мещанству и купечеству. Дворянские представители чаще всего получали дворянство за военную или гражданскую службу в XVIII—XX вв. и также имеют изначально крестьянское, мещанское или купеческое происхождение.
Фамилия встречается в разных частях России и является очень распространённой. Распространённость фамилии в различных классах вызвана тем, что она является закрепившейся формой отчества от мужского церковного имени Калли́ник, или в обиходе Кали́на, Кали́н.
У духовенства фамилия Калинин, напротив, может быть связана с модой преподавателей духовных училищ и семинарий конца XVIII — начала XIX вв. давать выпускникам «растительные» или «птичьи» фамилии (ср. Соколов, Голубев, Орлов, Снегирев; Абрикосов, Ананасов, Кокосов, Бальзаминов, Пальмов, Фиалковский). В таком случае фамилия происходит от названия дерева калина.
Всемирно известен крестьянский революционный деятель Михаил Иванович Калинин, к родственникам которого причисляли себя в XX веке многие семьи его однофамильцев, что было связано с высокой популярностью Калинина и приёмом им большого числа «ходоков» из народа. Легенды о том, как представители конкретной семьи «ходили в Москву» к высокопоставленному родственнику для решения жилищных, служебных, продовольственных, юридических проблем в неспокойные годы нэпа, индустриализации и коллективизации, передавались во многих семьях Калининых из поколения в поколение по всему СССР, что в большинстве случаев не имеет документального подтверждения. Таким образом, образ Калинина был настолько популярен, что фамилия также считалась «почётной», а успехи (особенно неожиданные) в общении с советским бюрократическим аппаратом объяснялись ничем иным, как милостью дальнего родственника.

## Боярский род
Родоначальником Калининых-бояр считается черниговский боярин Фёдор Бяконт, сын боярина черниговского и перешедший на службу к князю Московскому около 1300 года. Сын его Алферий, во иночестве Алексий (Бяконт), воспитан митрополитом Феогностом (1354) и посвящён в митрополиты Руси. Обладая исключительным умом и способностями, он был в эти годы фактически правителем Московского княжества при трёх Московских князьях, в (1366) начал строительство каменного Московского кремля. Пользовался большой благосклонностью в Орде, где вылечил болевшую глазами ханшу Тайдулу, и содействовал тому, что великое княжение укрепилось окончательно за московскими князьями. Его заслуги перед Москвой были столь велики и личность столь высока, что спустя 50 лет после его смерти (1378) его мощи были обретены в основанном им Чудовом монастыре в Москве и установлено празднование его памяти, а сам он был причислен к лику святых, в земле Российской просиявших. Среди его других сыновей, кроме Алферия, был Александр по прозвищу Плещей и Феофан, от которого пошли Плещеевы. Бяконтов род пресекся, ибо три брата Феофановы (Александр, митрополит Алексий и ещё один неназванный) были бездетны. У Феофана было два сына: Степан Плещеев, пожалованный великим князем Василием Дмитриевичем в бояре к митрополиту Киприану, и второй сын Даниил. Внуки Степана Василей и Фёдор Юрьевичи были у Геронтия митрополита в боярах. Правнуки Степана были Богдан Фёдорович у Варлама митрополита, а Чесной Васильевич у Иоасафа и Макария митрополитов в боярах, также брат его Семен Васильевич по прозванию Великой боярин у митрополита. От правнуков Степана от Василия Никитича пошли — Емуты, от Ивана Никитича — Моры, от другого Василия Никитича — Толморы, от Михаила Фомича — Челюстые.
У Даниила Феофановича был внук, Игнатий Константинович. Сын его Латыня Игнатьев был приказчиком в Коломне. От внука Игнатия, Фёдора Васильевича по прозванию Рудной, пошли Рудные, и на пятом колене род этот пресёкся, ибо Сергей Матвеевич Рудной был бездетен. От правнука Игнатия, Русина Даниловича Игнатьева, пошла одна из ветвей Игнатьевых. У другого правнука, Ивана Дмитриевича Игнатьева, один из внуков по прозванию Племянник Никитич Игнатьев был ратным человеком и убит был в сражении под Конотопом (1659), от его брата Калины Никитича Игнатьева пошли Калинины.

## Дворянские роды
В Сборник дипломных гербов Российского Дворянства, не внесённых в Общий Гербовник (ДС), внесено лишь два относительно поздних герба родов Калининых из разночинцев:
- ДС, ч. 20, № 23 Герб Калининых, пожалован Михаилу Ивановичу Калинину, надворному советнику в 1865 г.
- ДС, ч. 7, № 12 Герб Калининых, пожалован Мордарию Калинину, коллежскому советнику в 1875 г.

Также существовал ряд родов без гербов, в том числе получившие дворянство по военной службе казаки Области Войска Донского Калинины.

## Купеческие династии
В Москве в разных слободах занимались торговлей несколько купеческо-мещанских семей Калининых. В купечество из мещанства и обратно в XVIII—XIX вв. главы семейств переходили в зависимости от объявленного капитала. Многие из семейств московских купцов Калининых имели старообрядческие корни. В течение XVIII—XIX вв. в некоторых семьях прослеживается постепенный переход в государственную религию: если глава семейства, например, мог придерживаться поповства белокриницкой иерархии, то его сын уже мог стать более либеральным в религиозном плане и относить себя к единоверию. Внуки главы семейства после его смерти могли даже перейти в официальное православие.